# Col Carette di Val Bighera
De Col Carette di Val Bighera is een 2087 meter hoge bergpas in de Italiaanse Lombardische provincie Brescia.
De pas is alleen vanuit het westen te bereiken vanaf de Mortirolopas. Van daar leidt een smalle, maar goed onderhouden asfaltweg in acht kilometer naar de top. Door deze geïsoleerde ligging is het een van de rustigste paswegen in de regio. De pashoogte is een groen, moerassig zadel tussen de Monte Serottini (2967 m) in het noorden en de Monte Pagano (2348 m) in het zuiden. Deze laatste berg speelde vanwege zijn strategische ligging een grote rol gedurende de Eerste Wereldoorlog. Op de Col Carette di Val Bighera staan meestal een grote aantal koeien te grazen. Vanaf de pashoogte takken noordwaarts enkele weggetjes af naar afgelegen bergweiden, die echter voor verkeer gesloten zijn.
De pashoogte ligt op kleine afstand van het Nationaal Park Stelvio. Tal van gemarkeerde wandelingen kruisen dit punt waaronder de tocht naar de eerder genoemde Monte Pagano.
Agnello · Aprica · Assietta · Baremone · Brenner · Brocon · Cadibona · Capannelle · Campolongo · Costalunga · Croce Dominii · Cuvignone · Duran · Esischie · Falzarego · Fauniera · Fedaia · Finestre · Forcola di Livigno · Foscagno · Gardena · Gavia · Giau · Giogo di Bala · Grote Sint-Bernhard · Jaufen · Joux · Kleine Sint-Bernhard · Lavaze · Leonessa · Lombarda · Maddalena · Manghen · Maniva · Mendel · Montgenèvre · Mont-Cenis · Monte Cristo · Mortirolo · Nigra · Nivolet · Penser Joch · Platigliolepas · Pfitscherjoch · Plöcken · Pordoi · Pratoriscio · Predil · Presolana · Reschen · Rolle · Sampeyre · San Carlo · San Marco · San Pellegrino · San Zeno · Scale · Sella · Sestriere · Sommeiller · Splügen · Staller Sattel · Staulanza · Stelvio · Tenda · Timmelsjoch · Tonale · Tre Croci · Tremalzo · Umbrail · Val Bighera · Valcavera · Valles · Valparola · Via del Sale · Vivione · Würz